# Cidade Ocupada
Cidade Ocupada foi um programa de variedades brasileiro que exibido pela TV Gazeta, com apresentação do jornalista Fred Melo Paiva. Estreou em 2 de março de 2015, sendo exibido às 23h30 (faixa jovem da emissora), nas noites de segunda-feira.

## Formato
A cada episódio, uma pergunta move o jornalista Fred Melo Paiva na busca por respostas à controversas questões e dinâmicas da nossa sociedade. Reunindo informação e humor, o programa busca ampliar o debate em torno dos mais diversos temas. O programa foi criado e é produzido pelo Núcleo de Criação da TV Gazeta, responsável por novas produções da faixa noturna.

### Apresentador
Fred Melo Paiva é jornalista e escritor. Ao longo da carreira, foi diretor de redação das revistas Trip e Tpm, editor de O Estado de S.Paulo e repórter das revistas Veja, IstoÉ e Playboy. Na televisão, foi protagonista e editor de texto da série O Infiltrado, exibido pelo canal pago History Channel, que recebeu indicação ao Emmy Internacional. No Cidade Ocupada, ele é responsável pela apresentação, texto e roteiro.

## Episódios
Primeira Temporada:
- Ep01 - E se a água acabar?
- Ep02 - Os cachorros merecem direitos humanos?
- Ep03 - Ocupar é legal?
- Ep04 - Seremos engolidos pelo lixo?
- Ep05 - É possível andar de ônibus e ser feliz ao mesmo tempo?
- Ep06 - O camelô é um bandido ou um vendedor de comodidade?

Segunda Temporada:
- Ep01 - A Polícia Militar deveria ser extinta?
- Ep02 - A maneira como educamos nossas crianças vai produzir um mundo melhor?
- Ep03 - As armas podem nos salvar?
- Ep04 - As torcidas organizadas deveriam ser banidas do futebol?
- Ep05 - O raio gourmetizador trará mais dignidade às nossas vidas?
- Ep06 - A bicicleta é viável em São Paulo?
- Ep07 - A maconha deveria ser liberada?
- Ep08 - O Minhocão deveria ser demolido ou virar parque?
- Ep09 - Motoboy é mesmo um cachorro louco?
- Ep10 - Prender resolve?

Terceira Temporada:
- Ep01 - É dureza ser negro em São Paulo?
- Ep02 - Quanto custa o corpo perfeito?
- Ep03 - O refugiado tem vez em São Paulo?
- Ep04 - Os automóveis são pragas urbanas?
- Ep05 - Quanto custa morrer em São Paulo?
- Ep06 - Pixo é arte?
- Ep07 - As mulheres ainda precisam das feministas?
- Ep08 - Estamos exterminando os nossos índios?
- Ep09 - Como ser velho e feliz ao mesmo tempo?
- Ep10 - Você sabe o que você come?

Quarta Temporada:
- Ep01 - Ocupar e resistir é a solução?
- Ep02 - Por que não formamos mais craques como antigamente?
- Ep03 - O consumo é prejudicial à saúde?
- Ep04 - Haverá futuro para os jovens internos da Fundação CASA?